# جبران‌ساز پیش‌فاز–پس‌فاز
جبران‌ساز پیش‌فاز-پس‌فاز (به انگلیسی: lead–lag compensator) بخشی در یک سیستم کنترل است که پاسخ فرکانسی نامطلوب را در یک سیستم بازخوردی و کنترلی بهبود می‌بخشد. این یک بخش اساسی در نظریه کنترل کلاسیک است.

## کاربردها
جبران‌ساز پیش‌فاز-پس‌فاز، روی رشته‌هایی به عنوان رباتیک، کنترل ماهواره، تشخیص خودرو، نمایشگرهای LCD و تثبیت فرکانس لیزر اثر گذار است. آنها یک بخش مهم در سیستم‌های کنترل آنالوگ هستند و می‌توانند در کنترل دیجیتال نیز مورد استفاده قرار گیرند.
با توجه به دستگاه کنترل، مشخصات مورد نظر را می‌توان با استفاده از جبران کننده‌ها بدست آورد. I ,D ،PI ،PD و PID ، کنترل‌کننده‌های بهینه هستند که برای بهبود پارامترهای سیستم به کار گرفته شود (همچون کاهش خطای حالت پایدار، کاهش اوج تشدید، بهبود پاسخ سیستم با کاهش زمان برخاست). تمام این عملیات را می‌توان توسط جبران‌سازها نیز انجام داد که در تکنیک جبران‌سازی آبشاری استفاده می‌شود.

## نظریه
هر دو جبران‌ساز پیش‌فاز و جبران‌ساز پس‌فاز، یک جفت صفر-قطب را در تابع انتقال حلقه باز معرفی می‌کنند. تابع انتقال را می‌توان در حوزه لاپلاس به این صورت نوشت
{\displaystyle {\frac {Y}{X}}={\frac {s-z}{s-p}}}
که در آن X ورودی به جبران‌ساز است، Y خروجی است، s متغیر تبدیل مختلط لاپلاس است، z فرکانس صفر و p فرکانس قطب است. قطب و صفر هر دو به‌طور معمول منفی هستند یا طرف چپ مبدأ در صفحه مختلط قرار دارد. در یک جبران‌ساز پیش‌فاز، {\displaystyle |z|<|p|}، در حالی که در یک جبران‌ساز پس‌فاز {\displaystyle |z|>|p|} است.
جبران‌ساز پیش‌فاز-پس‌فاز متشکل از یک جبران‌ساز پیش‌فاز است که با جبران‌ساز پس‌فاز متوالی شده. تابع انتقال کلی را می‌توان به صورت زیر نوشت
{\displaystyle {\frac {Y}{X}}={\frac {(s-z_{1})(s-z_{2})}{(s-p_{1})(s-p_{2})}}.}